# George Eyston
George Edward Thomas Eyston, né le 28 juin 1897 à Bampton (Witney, Oxfordshire) et mort le 11 juin 1979 à Lambeth (un district du centre de Londres), est un pilote automobile britannique détenteur de plusieurs records de vitesse terrestre homologués.

## Biographie

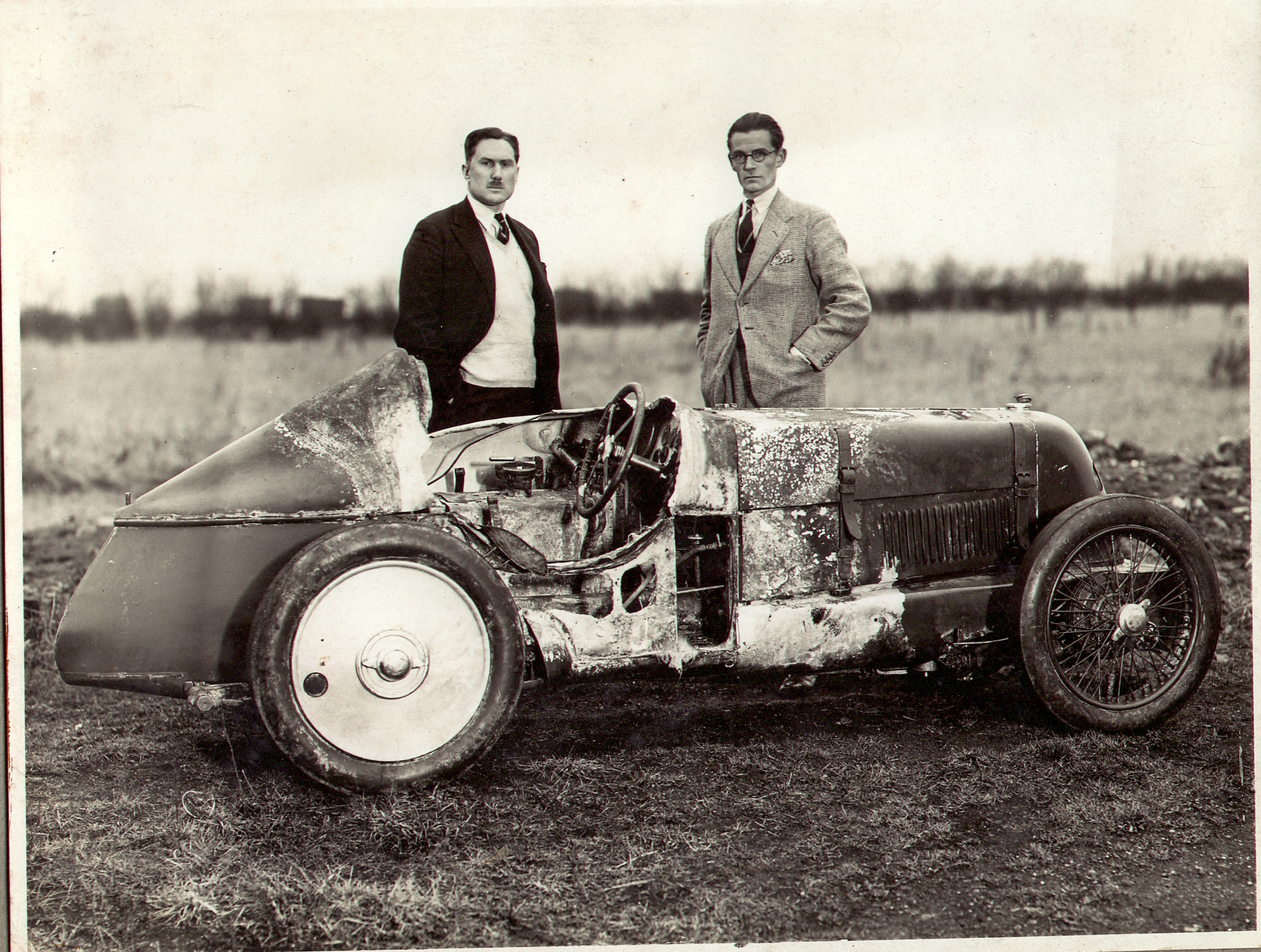
La MG Magic Midget détruite par un incendie lors de la tentative de Eyston (à gauche, le 3 septembre 1931) à Brooklands pour battre le record du monde du mile détenu par Campbell.

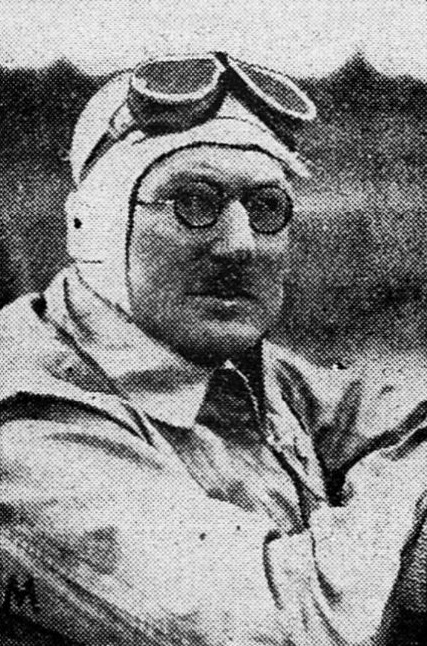
Le capitaine George Eyston en 1937.

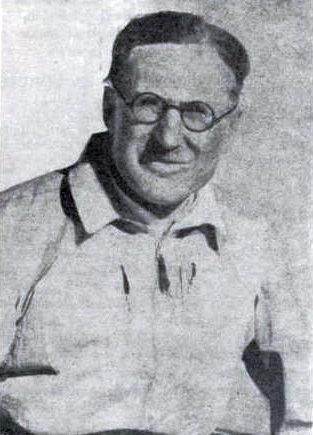
Même année.

Il fut officier d'artillerie durant la Première Guerre mondiale (avec grade de capitaine), puis redevenu universitaire, il créa son propre cabinet d'ingénieur (ses études en ce domaine ayant dû être interrompues au Trinity College de Cambridge par le conflit, lieu où il revint pour parfaire sa formation).
Après des débuts en course automobile au cours de l'année 1921, il débuta sur la scène internationale lors du Grand Prix automobile de La Baule en 1923, et pilota diversement des Talbot (1921), Aston Martin (1923 à 1928), puis des Stiles, Bugatti, Halford, Lea Francis, Stutz, Maserati, Riley et MG jusqu'à la fin des années 1920, passant durant les années 1930 également par des Sunbeam ou des Alfa Romeo.
Il participa aux 24 Heures du Mans en 1928 (abandon sur Aston Martin 1½ International officielle) et 1929 (classé onzième sur Stutz DV32 de 5,3 l à compresseur avec huit cylindres en ligne) et sa toute dernière course fut le British Empire Trophy en 1935.
Il devint le premier des compatriotes de Malcolm Campbell à s'opposer avec succès à sa domination en matière de records terrestres, après plus de cinq années de règne de celui-ci. Il fut cependant battu à deux reprises par l'autre britannique alors en prise avec ce type de défis, John Cobb. La rivalité était malgré tout cordiale, et quelques années plus tard Eyston, alors responsable de concours pour Castrol, aida Cobb dans sa tentative -fatale- pour battre le record de vitesse aquatique sur le hors-bord Crusader.
En 1935, il paya avec ses propres deniers l'entretien de 150 lampes tempête maintenues constamment allumées par trois hommes de nuit sur l'autodrome de Linas-Montlhéry lors d'une tentative de record des 24 heures en catégorie 1.5 Litre par l'équipe rivale Bugatti à bord d'une 8 cylindres (réussie). Il perdit du même coup dans l'aventure quatre autres records de la classe qu'il détenait également. Celui des 24 heures tint quinze années de plus.
Eyston participa aussi à la conception de son propre véhicule, la Thunderbolt de 73,0 l, à l'usine de Tipton (Staffordshire, devenu Midlands de l'Ouest). Comme ingénieur, il déposa plusieurs brevets, portant essentiellement sur la suralimentation des moteurs. Son travail sur le développement des boîtes de vitesses à haut rendement était d'importance pour la Thunderbolt, où l'ensemble du train de transmission devait être refroidi, ainsi que son invention d'un superchargeur (supercompresseur) dit "Powerplus", utilisé sur les voitures MG sportives.
Après la Seconde Guerre mondiale (où il devint contrôleur régional pour le ministère de l'Industrie) il continua sa course pour de nombreux records, désormais sur MG durant les années 1950. L'un de ses derniers fut obtenu sur le prototype MG EX175 fabriqué en 1952, basé sur la MG EX172 Le Mans également de 1952 et sur la MG A : équipé d'un pare-brise de type bulle, il réussit à rouler en 1954 à Bonneville Salt Flats en classe F à 246 km/h.

## Palmarès
- Vainqueur du Grand Prix de Boulogne en 1926, sur Bugatti Type 39
- Pole position du Grand Prix automobile de France 1927, sur Bugatti
- Vainqueur du Grand Prix de la Baule en 1927, sur Bugatti Type 35B
- Vainqueur de classe aux Mille Miglia en 1933 avec Giovanni Lurani (en) le futur fondateur de la Scuderia Ambrosiana 4 ans plus tard
- Vainqueur du B.R.D.C. British Empire Trophy en 1934, sur MG K3 Magnette (au circuit de Brooklands, course à handicap)
- Vainqueur du Grand Prix de Tchécoslovaquie en 1934, pour voiturettes de moins de 1,5 l, sur MG K3 Magnette
  - 2e du Junior Car Club 200 mile race en 1928
  - 2e des 24 Heures de Spa en 1929 (avec Boris Ivanowski)
  - 2e de la Saorstát Cup (Coupe d'Irlande) en 1930
  - 2e du British Empire Trophy en 1932, sur Panhard 8C
  - 2e de l'Ulster International T. T. Race en 1932, sur Riley
  - 3e du Grand Prix de l'Ouverture (formule libre par l'ACF, sur Bugatti Type 35B)
  - 3e du Grand Prix de France 1933 sur Alfa Romeo Monza de l'écurie française Bernard Rubin
  - 3e de Mannin Beg en 1934 (course de 3,5 miles à travers les rues de Douglas, sur l'île de Man)
  - 4e du Grand Prix de l'ACF 1931 sur Maserati Tipo 26 M (avec Sir Henry Birkin pour débuter l'épreuve à Linas-Montlhéry)
  - 5e du RAC Tourist Trophy 1929, sur Alfa Romeo 6C 1500 SS
  - 7e du British Empire Trophy en 1935
  - 8e du Grand Prix de l'ACF 1921, sur Talbot (l'une de ses premières courses)
  - 8e du RAC Tourist Trophy 1931, sur Maserati Tipo 26 M
  - 9e du Grand Prix de Tripoli 1934, sur Alfa Romeo Monza.

## Records de vitesse terrestres homologués
- Avril 1932 : 210,392 km/h au record du monde de l'heure sur une Panhard (battu en 1933 par Stanisław Czaykowski sur Bugatti Type 54).
- 27 octobre 1933[3],[4] et 1936 : 162,14 km/h puis 171 km/h, pour des records d'endurance à haute vitesse de moteurs diesel à Brooklands (avec un moteur diesel issu d'un bus de la compagnie AEC, transféré dans un châssis de voiture Chrysler).
- Février 1934 : record du monde de l'heure à Linas-Montlhéry (à 214 km/h)[5].
- Mai 1934 : records du monde des 200 milles, 500 km, trois heures, 500 milles, 1000 km et six heures à Linas-Montlhéry, avec Froy sur la Panhard 8 cylindres sans soupape 35CV modifiée à Linas-Montlhéry[6].
- Septembre 1935 : premier coureur britannique à venir à Bonneville Salt Flats (Utah), pour y battre des records de vitesse mondiaux sur "Speed of the Wind" 525 CV à moteur Rolls, sur 10 (268,920 km/h), 50, 100, 2 000 et 3 000 milles, 50, 100, 200, 2 000, 3 000, 4 000 et 5 000 kilomètres, ainsi que sur 1 (256,357 km/h), 12 et 24 heures (à 226,144 km/h de moyenne)[7].
- Février 1936 : record du monde des 24 heures avec un moteur à huile lourde, à Linas-Montlhéry[8].
- Septembre 1936 : record du monde des 24 heures sur un lac desséché (à 225 km/h de moyenne)[9].
- 19 novembre 1937 : 502,11 km/h à Bonneville Salt Flats (Bonneville Speedway, USA), sur le Thunderbolt (le Coup de Tonnerre) 73,0 l (carrossé par le français Jean Andreau).
- 27 août 1938 : 556,00 km/h à Bonneville Salt Flats (USA), sur Thunderbolt 73,0 l.
- 16 septembre 1938 : 575,32 km/h à Bonneville Salt Flats (USA), sur Thunderbolt 73,0 l.

Quelques records du monde:
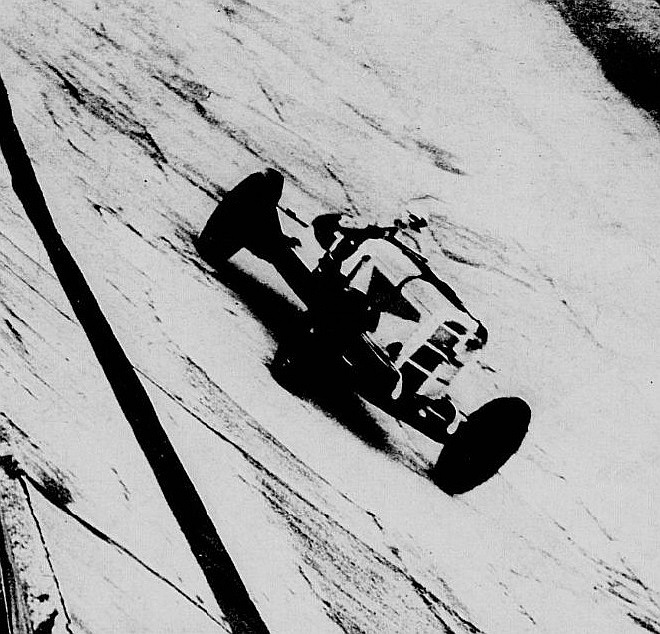
George Eyston en février 1934, record du monde de l'heure à Linas-Montlhéry (à 214 km/h) ;
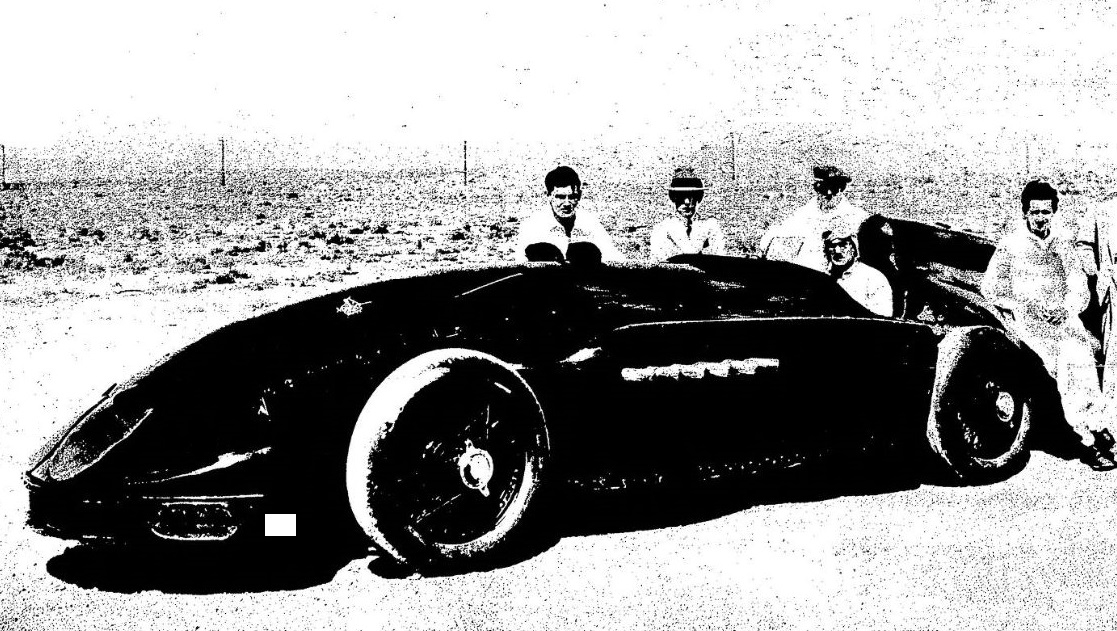
George Eyston sur Speed of the Wind de 525CV à moteur Rolls, recordman du monde des 24 heures à Bonneville Salt Flats en septembre 1935 ;
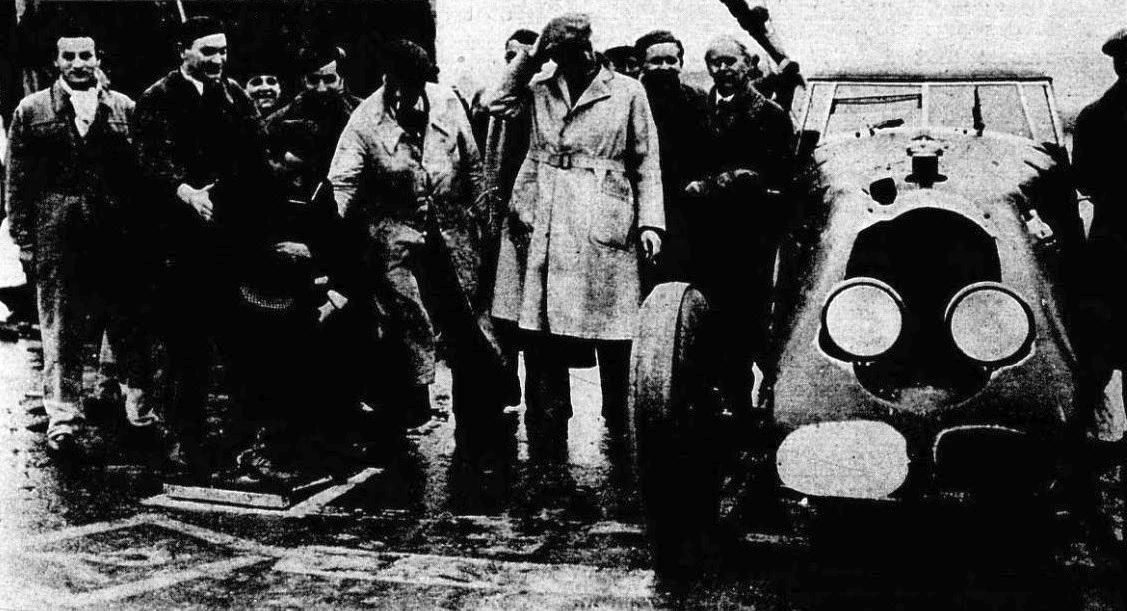
George Eyston, recordman du monde des 24 Heures à Linas-Montlhéry en février 1936, avec un moteur à huile lourde ;
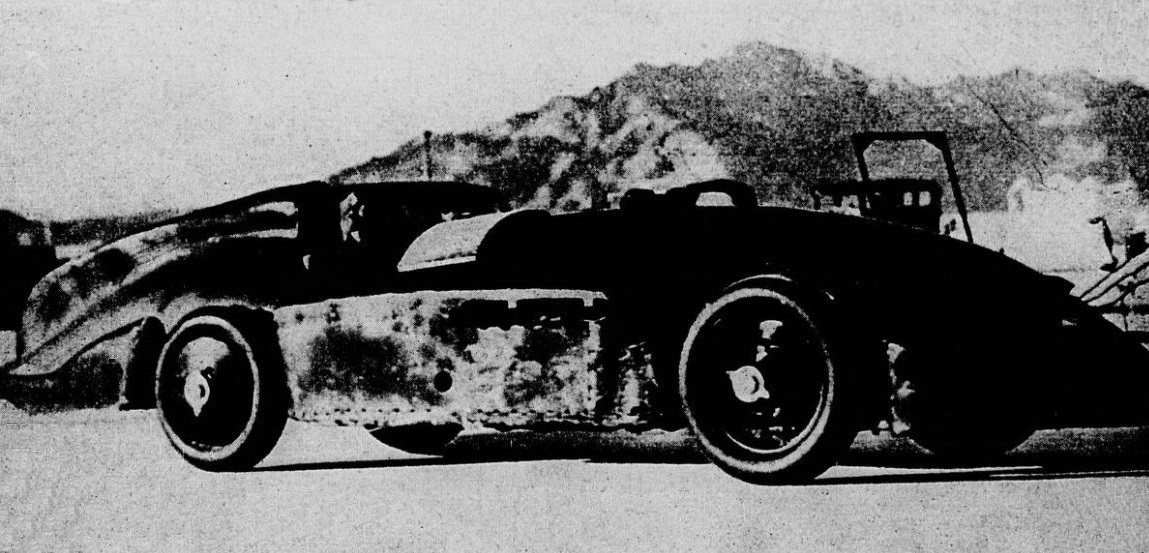
George Eyston, recordman du monde des 24 Heures à 225 km/h de moyenne en septembre 1936, sur lac desséché ;
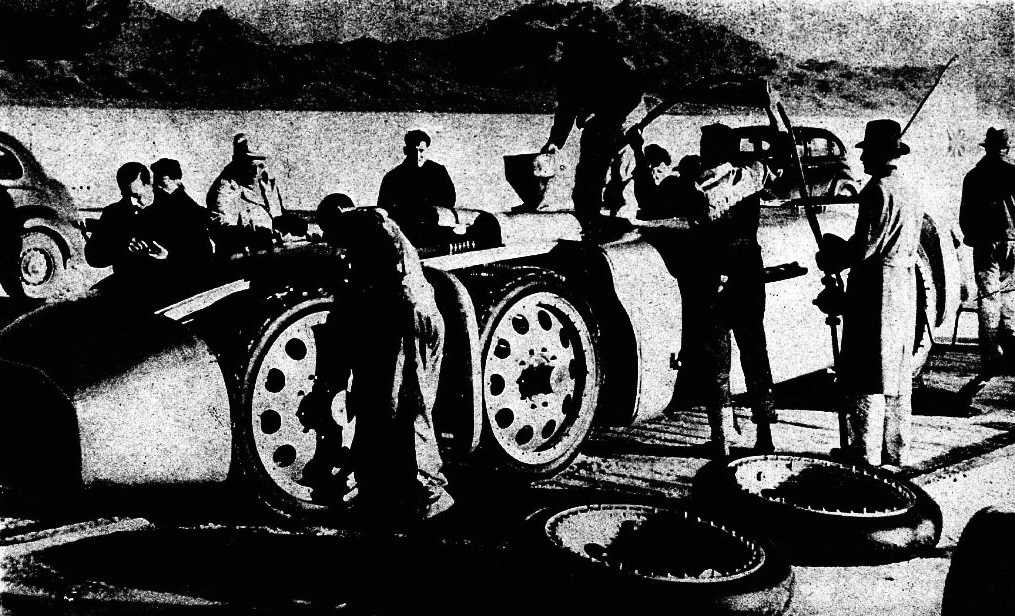
George Eyston réalise 502,11 km/h à Bonneville Salt Flats, sur Thunderbolt 73L, en novembre 1937 (record du monde).

## Distinctions
- Croix militaire (1917, le 18 juillet)[10]
- Segrave Trophy (en) (1935)
- Chevalier de la Légion d'honneur (1938)
- Ordre de l'Empire britannique (1948)

## Biographie
- Captain George Eyston (obituary/nécrologie), The Times, Londres, 23 novembre 1979, page VIII (Obituaries Supplement).